# Isboșet
Isboșet (în ebraică: Ishboshet - איש בושת‎), numit și Eshbaal, Ashbaal sau Isbaal, este menționat în Biblie. El era unul dintre cei patru fii ai regelui Saul. După moartea tatălui și fraților săi, a fost ales rege în Israel, în competiție cu David, fiul lui Iesei.
Când David s-a făcut rege peste israeliți, Abner, fiul lui Ner, căpetenia armatei, l-a luat pe Isboșet, fiul lui Saul, și l-a făcut rege peste Israel. David a rămas rege în Hebron. Isboșet avea patruzeci de ani când s-a făcut rege și a domnit doi ani. După asasinarea lui Abner, puterea lui Isboșet a devenit tot mai mică. Într-o noapte, comandanții armatei, Rechab și Baana, l-au asasinat pe Isboșet pe când dormea, prin decapitare. Când a auzit acestea, David l-a răzbunat pe fiul lui Saul, spânzurându-i pe cei doi trădători. (II Samuel 2:10 - 4:12).
1. 1 2   http://timeline.biblehistory.com/event/ishbosheth Lipsește sau este vid: |title= (ajutor)